# Bamako
Bamako är huvudstad i Mali, ligger vid floden Niger och har cirka 2,1 miljoner invånare (2013). Bamako utgör ett självständigt distrikt, på samma administrativa nivå som landets regioner. Distriktet är indelat i sex administrativa kommuner, numrerade I till VI, som vidare är indelade i 68 stadsdelar (quartiers). Staden grundades 1650.

## Turism
Numera är antalet europeiska turister i Mali ganska litet. Till Bamako är det ännu färre som kommer.

## Radikal befolkningstillväxt
Stadens befolkningstillväxt har varit kraftig under de senaste två seklerna. 1884 hade Bamako endast 2 500 invånare, år 1908 cirka 8 000, 37 000 år 1945 och 100 000 år 1960. Bamako ökar fortfarande mycket kraftigt, från 1 016 296 invånare vid folkräkningen 1998 upp till 1 810 366 invånare vid folkräkningen 2009. Staden drar till sig personer från landsbygden som söker efter arbete, inklusive illegala bosättare och temporär arbetskraft. Denna okontrollerade tillväxt orsakar betydande svårigheter i fråga om trafik, renhållning (tillgång till rent vatten och sanitet) och föroreningar.[källa behövs] Bamako har blivit en betydande knutpunkt i Västafrika och hyser en varierad befolkning, som inte bara består av olika etniska grupper från Mali, men också från grannländerna.[källa behövs] Snabbväxande förortsområden har utvecklats i regionen Koulikoro runt staden, med den södra kommunen Kalabancoro som främsta exempel, vilken nästan femdubblade sin folkmängd mellan 1998 och 2009 (från 35 582 till 161 882 invånare) och är numera Malis tredje folkrikaste kommun.